# Pajares de la Lampreana
Pajares de la Lampreana település Spanyolországban,  Zamora tartományban. Pajares de la Lampreana Piedrahita de Castro, San Cebrián de Castro, Manganeses de la Lampreana, Villalba de la Lampreana, Arquillinos, Cerecinos del Carrizal és Torres del Carrizal községekkel határos. Lakosainak száma 280 fő (2024).

## Népesség
A település népessége az utóbbi években az alábbiak szerint változott:
| Lakosok száma | 491  | 496  | 480  | 459  | 419  | 392  | 351  | 315  | 287  | 280  |
|               | 2001 | 2004 | 2007 | 2009 | 2012 | 2014 | 2017 | 2019 | 2022 | 2024 |